# ストラトス・フォー
『ストラトス・フォー』（STRATOS 4）は、日本のSFアニメ作品。
2003年1月から同年3月までUHFアニメとして全13話がテレビ放送された他、続編としてOVA全10話が制作された。タイトルは作品中に登場する地球に衝突するおそれがある隕石、彗星に対する超高々度迎撃機の名称。

## 概要
美少女が軍用機を操縦して彗星や隕石を迎撃するという、萌えと軍事兵器を融合させた作品。登場する航空機は多くが実在の機体をモデルとしているほか、劇中では活躍しない20世紀の軍用機や実験機が水着姿のキャラクターとともにアイキャッチに登場する。下地島空港や航空自衛隊等が全面協力し、基地とパイロットとの連携が必須となる作品性から管制シーンが多く登場する。大気圏内は手描きで、宇宙空間はCGで描かれている。
スタジオ・ファンタジアの代表である飯塚智久が、ゴンゾのテレビアニメ『ヴァンドレッド』を見て監督のもりたけしに集団劇の面白さを学ぶべく本作への続投を依頼したところ、もりがこれを快諾した。そのため、本作には『ヴァンドレッド』のスタッフや声優が多数続投している。また、もりは後にメディアファクトリーから出版された小説版の執筆も担当している。
企画は、ヒロインたちがどこで何と戦うかという点について難航した。スタジオ・ファンタジアが本作の前に制作していたテレビアニメ『ナジカ電撃作戦』がアメリカ同時多発テロ事件の影響で修正を指示されたことも重なり、当初予定されていた戦う舞台は地上から宇宙へ変更され、戦う相手はキャラクターデザインの山内則康が挙げた案を採用して彗星など地球衝突コースを飛来する天体となった。また、スタジオ・ファンタジアが3DCGを導入した初のアニメ作品ともなっている。
OVA第2シリーズ『ストラトス・フォー アドヴァンス』第1話では軍事評論家の岡部いさくがキャラクターとして実名で登場し、声優も担当した。
音楽は天野正道のオリジナルだが、一部の劇伴（オリジナルサウンドトラック / 7曲目.試練）ではホルストの『惑星』「第4曲 : 木星 - 快楽の神」のモチーフが見られる。

## 内容

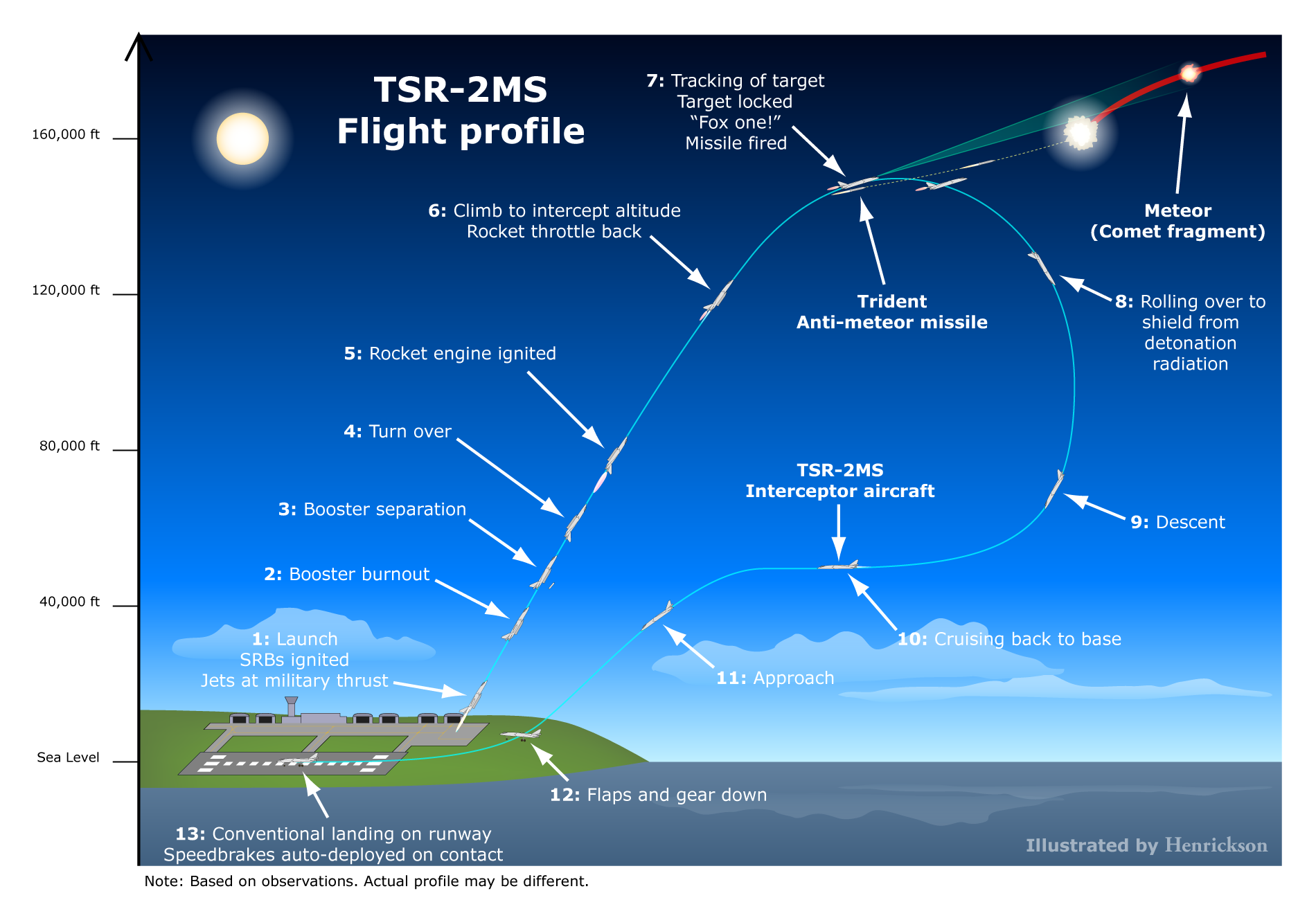
Flight profile of the TSR-2MS in the anime Stratos 4.

彗星や流星群、隕石の絶え間ない襲来に脅かされる西暦2XXX年の地球。国際連合は天体衝突による被害を避けるため着手したSS計画に基づき「天体危機管理機構」（the Cosmic Emergency Management Agency）とミサイルを搭載した宇宙船や航空機による迎撃部隊を設立。衛星軌道上のオービタルステーションにはコメットブラスター（CB、コメット comet ＝彗星）を、地上の各基地にはメテオスイーパー（MS、メテオ meteor ＝流星・隕石）を配備していた。沖縄県の下地島基地に配属されているMSのパイロット訓練生である本庄美風は、菊原香鈴、中村彩雲、土井静羽ら仲間たちと共に迎撃機TSR-2を駆り、
地球を守る任務に就く。
両親、姉と一家全員がパイロットという家庭で育った美風は家族に言われるままパイロットになり、目的も目標も見出せず何事にも無気力であったが、迎撃任務を通じて大空と宇宙、そして宇宙で迎撃任務を遂行するエリート部隊コメットブラスター（CB）への憧れを抱き、努力と葛藤を重ねていく。
テレビシリーズの後半は、彗星に生息する地球外生命「スペース・シード」（SS）の人体感染を巡る危機や暗闘も描かれる。SSに寄生された人間は能力が向上する半面、自我を乗っ取られるばかりでなく、SSが異様なほどの栄養分を欲するために食欲が増大して食料を手当たり次第食らうようになり、更には唇同士でのキスを介してSSを他の人間にも寄生させる。SSに侵食されて全ての宇宙ステーションが沈黙し、地上との交信が途絶えたことを受け、天体危機管理機構では迎撃任務を地上部隊のみで行う「コード00」を発令し、各基地は緊急事態となる。深刻な状況下、美風たちは宇宙ステーション内に拉致されている未だ寄生されていない仲間たちの救出任務に向かう。天体危機管理機構には、SSの効用に注目してその存在を隠蔽しつつ、SSを地球上で回収するための迎撃妨害や感染者の人体実験すら辞さない「推進派」と、彗星落下の阻止を最優先とする「迎撃派」の派閥が生まれている。
基地の仲間たちと共同作業で復活させた、宇宙空間への自力上昇が可能な超高々度迎撃機ストラトス・ゼロ（劇中で「ストラトス・フォー」と改名）のテレビシリーズでの飛行シーンは最終話のエンドロール直前のみであり、試験飛行に飛び立つ所で物語は終了する。OVA第1話で無事に初飛行を終え、帰還してからは岐阜基地へ回収されたこともあり飛行の機会は与えられなかったが、完結編の最終回でようやく活躍の場が与えられ、主人公である美風たち4人が下地島基地で組み立てたストラトス・フォー1号機と岐阜基地で新造された2号機の2機に2人ずつ搭乗して地上から宇宙へ向かい、3つ連続で飛来するナイジェル87級巨大彗星を撃破するという大役を果たした。

## 登場人物
脚注以外の記述は主に本編および公式サイト「登場人物紹介」による。

### 主要メンバー
本庄美風（ほんじょう みかぜ）
声 - かかずゆみ
- スリーサイズ：B82/W59/H84
- 身長160cm、R21年5月25日生

下地島基地所属のコメットブラスター（CB）候補生の1人。ツインテールの髪型が特徴。家族全員がエリートパイロットである一家に生まれたお嬢様だが、周囲からはとてもそんな雰囲気を感じさせない。当初は何事もそつなくこなす模範生であったが、次第に自身の目標が見出せずやる気を持てずにいた。しかし、「宇宙に行く」という目標を見つけてからは、元の明るく活発で友達想いな性格へと戻った。
表情がコロコロと変わり、苦しんでいる人は放っておけない。考えるよりも先に身体が動くタイプだが、それが災いしてハチャメチャな騒動を起こすこともある。足がいっぱいある生き物は嫌い（ただし、エビやカニのように食用のものは除く）。料理が大の苦手。
ADVANCE（第2期）以降は正式なパイロットとなり、見習い教官も兼務している。
菊原香鈴（きくはら かりん）
声 - 折笠富美子
- スリーサイズ：B77/W54/H79
- 身長151cm、体重38kg、R23年3月3日生、本籍：東京都練馬区小竹町2-80-6-401
- R35年3月 風餡侘蒔亜（ふぁんたじあ）大 小学部 卒業
- R38年3月 風餡侘蒔亜（ふぁんたじあ）大 中学部 卒業

下地島基地所属のCB候補生の1人。候補生の中では最年少の少女で、ナビゲーターとしての能力は優秀。幼い頃、建造中のオービタルステーション内でSSに寄生された者たちに襲われたトラウマで心を閉ざしていたが、美風たちと触れていくにつれて徐々に明るさを取り戻していった。胸に蝶の形をしたあざがある。
実は香鈴自身もSSに寄生された身であり、他の者とは違って自我は以前のままを保っているという極めて稀な存在だが、時折SSの意志に操られかかり恐怖に怯えることもあった。SSが人類との共存が可能かどうかを確かめる目的で、天体危機管理機構によって下地島基地へ送り込まれた。華奢な外見とは裏腹にものすごい大食いであるため、食欲については少なからずSSの影響を受けていることが窺える。
猫（特にテイトク）が大の苦手。暇な時には、いつも誰かに携帯電話でメールを送っている。
一見怪しげな風貌を持つ月野とは、実はオービタルステーション滞在時に因縁があり、当時はかなり仲が良かった模様で、香鈴も薄々月野について気づいていた。
ADVANCE（第2期）以降は正式なパイロットとなり、見習い教官も兼務している。
中村彩雲（なかむら あやも）
声 - 菊池志穂（『完結編』のみ園崎未恵）
- スリーサイズ：B84/W59/H85

下地島基地所属のCB候補生の1人。地球の平和を守るという強い正義感と使命感でCB候補生に志願した体育会系の熱血少女。物事をハッキリと言うタイプで、同期の翼とは常につまらない理由で口喧嘩をすることが多い。父親は政治家であり、彩雲を他の基地に転属させるぐらいの影響力は持っているようである。
『ADVANCE』では、CBの試験に落ちた際、父親が送ってきた手紙（内容は不明）もあってかなり落ち込んでいたが、何とか元気を取り戻して再起を決意する。終盤では母が倒れたことで一時帰郷したものの、その後、無事に美風たちと合流を果たした。
ADVANCE（第2期）以降は正式なパイロットとなり、見習い教官も兼務している。
土井静羽（どい しずは）
声 - 清水香里
- スリーサイズ：B86/W59/H87

下地島基地所属のCB候補生の1人。美風たち候補生のお姉さん的存在。本人も度を越した世話好きであり、香鈴の着替えの手伝いをすることもある。性格はおっとりとしているが、「これからは資格の時代」が口癖で様々な資格（ライセンス）を取得している。調理師免許も取得しているために中華料理店「広陳」の厨房に入ることもある。他にも、大型自動車やボートの操縦、打ち上げ花火、果ては特殊コードの解除までこなす。
CBに志願した理由も最初は資格の1つを得るために過ぎなかったが、次第に美風たちと共に純粋に宇宙に行きたいという気持ちを持つようになった。精神的にかなりタフで、危険な行為も平然と行う危なっかしい面を覗かせることもあり、美風に注意されている。芸術肌なカメラマンである父のセンスを理解できず、その反発からライセンスマニアになっているらしい。
ADVANCE（第2期）以降は正式なパイロットとなり、見習い教官も兼務している。

### 下地島関連の登場人物

#### 第1期〜
如月沙也華（きさらぎ さやか）
声 - 大原さやか
下地島基地の教官。美風たちには厳しい鬼教官として恐れられているが、誰よりも彼女たちのことを気にかけている。現役時代に迎撃に失敗して多くの犠牲者を出してしまったことがトラウマとなり、パイロットを引退。以後は教官の職に就いていたが、「コード00」発令の際には美風たち3人が不在でパイロットが不足したことから彩雲と組み、迎撃任務に当たる。迎撃に際してブランクがあることを岩崎から不安視されるが、「心はいつも現役」と一笑に付していた。ミサイル発射直前で一瞬過去の出来事が頭を過るものの直後我に返り、無事に任務を完遂した。ナイジェル87級の彗星が連続で落下してきた際にも、「若い子たちに負けていられません」「そんな心配そうな顔なさらないで」と告げて、再びパイロットとして出撃した。
和馬にベタ惚れしており度々モーションを掛けるが、当の和馬には上手くかわされている。和馬と旧知の仲でもあるランのことを一方的にライバル視しており、彼女が和馬に接すると嫉妬心と敵意を剥き出しにする。酔っ払うと他者の目もはばからずに和馬に抱きつく等、勤務中の姿からは想像できないほどに豹変する。ある意味では美風たちよりも子供っぽい所がある。『ADVANCE』ではミッターヒューバーから熱烈なラブコールを受けているが、なびくことなく和馬を引き寄せる材料にしており、圭による口説きも受け流している。
岩崎和馬（いわさき かずま）
声 - 辻谷耕史
下地島基地の教官。かつてはコメットブラスター（CB）でもあった凄腕のパイロットで、現在に於いてもその腕は衰えていない。候補生たちが迷いを抱いている際には、さり気なく彼らに助言することもある。候補生時代には中華料理店「広陳」で世話になっており、飼い猫のアリスに「テイトク」という名を付けた。最近では、ランとの関係を美風たち候補生から怪しまれることもある。
『ADVANCE』では、再度CBとして第8オービタルステーションに所属していたが、無人迎撃機を推進する司令官の方針に納得できず、下地島基地に戻ってきた。
藤谷圭（ふじたに けい）
声 - 関智一
下地島基地の教官で、眼鏡をかけている。和馬と長年コンビを組みナビゲーターを務めている。普段は軟派で女垂らしなセクハラ教官であるが、根は真面目で責任感があり、時折1人の大人として候補生たちに厳しい現実論を話すこともある。ナビゲーターとしての腕は世界レベルであり、和馬のサポートを難なくこなす。
『ADVANCE』では佐古にあやかって、将来結ばれる女性にプレゼントすべく指輪を大事に磨いている。終盤、どさくさに紛れて沙也華に指輪を渡そうとするものの、丁重に断られた。
佐古浩一郎（さこ こういちろう）
声 - 岩田光央
下地島基地の教官兼整備班主任。オービタルステーション司令官の宙美春は工学部門の後輩で、後に夫婦関係となったが現在では別居状態。しかし、それでも彼女への愛を変わらず持ち続ける。下地島基地の人たちからは「佐古っさん」という愛称で呼ばれている。辛いことや嬉しいことがあると美春の名前を絶叫するのが癖。自身に娘がいることを知らない模様。既に開発中止となった「ストラトス・ゼロ」（後のストラトス・フォー）を自分だけで復活させるという、無謀な挑戦を行っていた。下地島基地にはレシプロエンジンのプロペラ機は配備されていないが、迎撃準備時に気分で「ペラ回せ！」と言ったことがあり、若手パイロットである池田に突っ込まれていた。
「佐古」という名字は、かつて岩田光央が子役時代に生徒役として出演したドラマ『1年B組新八先生』での役名と同じである（偶然かスタッフの狙いかは不明）。
宮沢翼（みやざわ つばさ）
声 - 田坂秀樹
下地島基地の候補生の1人。美風や彩雲に対して何かと難癖をつけて口喧嘩をすることが多い。その上、自らの実力に自信過剰気味で女に目がないと周囲からの印象はかなり悪い。『ADVANCE』では、テストパイロットとしての道を歩むが、命令違反と試作機損壊のために下地島へ戻されることになってしまう。その後、しばらく下地島の病院で空と共に入院中であったが、終盤でパイロットに復帰した（ただし、命令によるものではなく独断）。
池田空（いけだ そら）
声 - 吉野裕行
下地島基地の候補生の1人。大人しく常に周囲への気配りを行うが、候補生たちの中でも比較的真面目な性格で、暴走気味な翼をたしなめることも多い。パイロットよりメカニックとしての才能がある模様で、最終話では「ストラトス・フォー」2号機のレーダーが万全ではないことを無線通信で忠告している。『ADVANCE』では、翼と共にテストパイロットとしての道を歩むものの、彗星撃破のためとはいえ命令違反の上に試作機を壊したことで、翼と同様に下地島へ戻される。しばらくの間、病院で療養中であったが、終盤でパイロットに復帰した（翼と同様、独断）。
ロバート・レイノルズ
声 - 秋元羊介
下地島基地の司令。天体危機管理機構上層部の陰謀に立ち向かう良識を持った人物の1人で、美風たち若者が自分たちの夢を目指していけるよう支える。性格も容姿もイギリス紳士らしく、常にスーツ姿。御厨リンやその亡夫の御厨丈とはともに「ストラトス・ゼロ」開発の中核メンバーだった古い付き合いで、今でも気があるのか、時折彼女にアプローチすることも。
向日塔子（むかい とうこ）【管制官A】
声 - 木村美佐
下地島基地の女性管制官。あまり他人を疑おうとしない素直で優しい性格。怪しさを漂わせる月野に対しても、第12話での借りもあるのか、OVAのCODE:X-2では警戒心を抱くどころか、灰皿を差し出すなどの気遣いをする。母親と2人暮らしであり、霧子たち3人の新入りCB候補生を自分の家に迎え入れている。任務中もいつも私服。
「向日塔子」の名前は、公式サイトでの募集によって決められた。
御厨リン（みくりや リン）
声 - 京田尚子
下地島の中華料理店「広陳」の女将で、美風たち4人の候補生の面倒を見ている。旧姓は大前田。かつては、亡き夫と共にSS機関に関わっており、「ジェット・リン」というあだ名を持った迎撃部隊発足時のエース・パイロットで、CBたちからは今も尊敬の眼差しを受けている。
御厨ラン（みくりや ラン）
声 - 根谷美智子
広陳のウエイトレスで、リンの孫娘。下地島基地の男性たちからも人気があり、美風たちからは和馬と男女の関係にあるのではと噂されている（実際、ラン自身も和馬に気があるような素振りを見せている）。それゆえに、沙弥華からは露骨に敵視されているが、ラン本人は沙弥華を全く気にしていない。
天然ボケで大人しそうな外見とは裏腹に、拳法の使い手でもある模様。謎の武装集団が広陳に乱入してきた際は、それらしき構えを見せた（後に誤解があったとはいえ、『ADVANCE』ではその腕を発揮している）。
御厨アリス（テイトク）
声 - 浅野まゆみ
広陳で飼われているメス猫。和馬が広陳で世話になっていた時、彼から「テイトク」（提督）と呼ばれ続けたことで、すっかりその気になってふてぶてしい性格となり、今ではほとんどの人たちからテイトクと呼ばれる。鈍重な体格とは裏腹に知能は高く、人語をかなり理解できる。また、猫であるにもかかわらず水浴びが好きで、風呂や海水浴を好む。
近所の人たちからも可愛がられ、オヤツを貰っていたことですっかりデブになってしまっているが、目つきはリン譲りできつく、野良猫との喧嘩においても無類の強さを誇る。
岩崎ショーグン
声 - 石毛佐和
下地島で暮らしていた天涯孤独の子猫。下地島基地がテイトクのせいで騒動となった際にテイトクと出会い、彼女に付きまとうが、うっとうしがられる。その後、野良猫に襲われた所をテイトクに助けられ、成り行きの末に和馬に「ショーグン」（将軍）の名を貰い、引き取られることとなる。テイトクと共同生活することで彼女と同様に風呂を好むようになった。テイトクに懐くあまり、彼女の真似ばかりするようになっている。

#### ADVANCE〜
青木霧子（あおき きりこ）
声 - 水橋かおり
下地島基地に新たに配属されたパイロット候補生。1人っ子であるためか少々寂しがり屋で、暇な時にはテイトクやショーグンを追い掛け回している。利発そうに見えるが、実はかなりのドジッ娘。戻ってきた美風が教官になるが、操縦を擬音で表現する抽象的な指導のお陰で振り回されている。和馬に憧れている様子。
立花美麗（たちばな みれい）
声 - 渡辺明乃
霧子とともに配属されたパイロット候補生。お嬢様でプライドの高い面があり、時々見下しがちな発言をすることもある。おしゃべりで、物事への解説がやたら長い年寄り臭い部分もある。小学生時代から通算1,650時間にも及ぶ飛行訓練の英才教育を受けていたため、担当教官である静羽が作成した指導プログラムの先を次々進んでしまうほどの実力を持つ。
二宮磨奈（にのみや まな）
声 - 寺田はるひ
地元の沖縄県出身で健康的な褐色の肌をしている。明るい性格をしているが本人に悪気が無いとはいえ口が悪く、上官である圭のことも「スケベ眼鏡」呼ばわりしている。主に、彩雲と香鈴が交代で教官を務めているが、香鈴の場合、美風の抽象的な指導とは反対にスロットルの角度から動作時間等の詳細な数値を次々に読み上げるため、上手く理解できず混乱を生じることも。

### オービタルステーション
宙美春（おおぞら みはる）
声 - 沢海陽子
第7オービタルステーションの司令官で、下地島基地の佐古とは夫婦関係にあった女性。機械のように冷徹な性格であるが、実は天体管理機構上層部の陰謀によってSSの人体実験の被験体にされたことで、本来の優しく可愛い人格を無くしてしまっていた。人格が変わってしまう寸前に、佐古との間に授かった娘・レイを出産しているが2人ともその事実は全く知らない。『ADVANCE』では筑波研究所で昏睡状態にあるが、覚醒して再びSSに操られ、美風を撃って脱走。後にかつて佐古と思い出のある地で彷徨っていたが、無事に佐古と再会を果たした。
久保千鶴（くぼ ちづる）
声 - 平松晶子
第7オービタルステーション所属のコメットブラスター（CB）の1人。当初はメテオスイーパー（MS）を馬鹿にしたような目で見ていたが、美風たちとの触れ合いによって考えが大きく変わり、最終話では巨大彗星への迎撃に際して「あの連中が何とかしてくれるかも知れません」「あいつらの無茶が移ったかな」と語り、彗星の破片処理を任せると通信するまで信頼するようになった。
『ADVANCE』では第8オービタルステーション所属となったが、自身の名声を優先するイアハート司令官の無責任なやり方に反感を抱く。また、SSに寄生されてしまったクリスやベティとも関係を修復できず苦悩していたが、美風たちとの相談や試行錯誤の結果、和解に成功する。
アネット・ケイリー
声 - 豊口めぐみ
第7オービタルステーション所属のCBの1人。千鶴と同様にMSを馬鹿にしていたが、次第にその考えも変わっていく。『ADVANCE』では第8オービタルステーション所属となったが、千鶴同様、イアハート司令官に反感を抱いている。
クリス・カルマン
声 - 浅川悠
第7オービタルステーション所属のCBの1人。仲間内でも特にMSを馬鹿にしていたが、SSに寄生されたことで一時は天体危機管理機構つくば研究所に監禁されており、人体実験されそうになっていた。『ADVANCE』ではレイノルズ司令によって解放されるも、SS寄生が原因で以前とは打って変わって気弱になり、SSに寄生されたトラウマによる拒食症状にも陥っている。千鶴たちとの関係もギクシャクしていたが、終盤では元の絆に戻った模様。
ベティ・ブーゼマン
声 - 雪野五月
第7オービタルステーション所属のCBの1人。かつてはMSのことを「地上に這いつくばる尻拭い部隊」と酷評していた。『ADVANCE』ではクリスと同様にSSの寄生を経て回復した身だが、以前のような自信に満ちた面影は無くしていた。しかし、彩雲や香鈴との邂逅を経て、かつての状態ほどではないにしろ自信を取り戻し、結果的に千鶴たちとの絆も深まった模様。
ディアナ・イアハート
声 - 浅野まゆみ
『ADVANCE』より登場。
千鶴たちが新たに所属することになった第8オービタルステーションの司令官。アメリカ合衆国籍の科学者。自らが開発に携わった無人迎撃機イリューシン「II-SX1」で名声を得ることを最優先に考え、CBの有用性にも否定的。迎撃任務中においてもCBは放っておいてII-SX1のデータのみを取ることを気に掛けたり、呑気に爪を磨いたりしている。ただし有能ではあり、最終話におけるナイジェル87級彗星飛来時には本部からの評価を気にかけつつも、無人機に先行攻撃させて、有人機と組み合わせて彗星をMS部隊が処理できるサイズまで破砕したうえで無人機も回収する計画に変更して命令し、千鶴も「的確なご判断です」と納得して任務を遂行した。
名前の由来は、女性パイロットの草分けであるアメリア・エアハート。

### その他の登場人物

#### 第1期〜
月野（つきの）（査問官）
声 - 大塚明夫
名前は不明。美風がメアリー彗星迎撃のミスをした際に行われた査問会に出席した、天体危機管理機構の諜報部に所属すると思われる謎の男。ヘビースモーカー。目付きといい、わざと人の神経を逆撫でする発言といい、本来なら下地島基地と敵対する位置にいる男と思われたが、香鈴が誘拐された際には美風たちの手助けをするなど謎が多い。実は若い頃に幼い香鈴とステーションで出会っており、当時の香鈴もまた月野に懐いていた。このことからも、SSの寄生から香鈴を守れなかったことを今でも後悔しており、彼女を助けようとしていたのは何らかの目論見では無く本心であった。
本庄麗華（ほんじょう れいか）
声 - 増田ゆき
美風の姉であり、モデル並の外見であるが、フランスのパリにおいて凄腕のエース・パイロットを務めている。美風とは姉妹喧嘩が絶えないようだが、本当は両親の親バカぶりによって色々と振り回されてしまっている美風のことを心配している。美風曰く「優秀な姉を持つと、妹はひねくれる」らしい。
本庄天留彦（ほんじょう てるひこ）
声 - 水内清光
美風の父であり、世界を股に掛ける民間機のエリートパイロット。その著書は、天体危機管理機構やパイロットたちの教科書にも載っている有名な人物。世界中を飛び回っているだけあって、英語混じりな口調で喋るのがクセになっている。ただし、家庭的には親バカなところがあり、ストラトス・ゼロを蘇らせようとする美風たち4人を頭ごなしに反対しただけでなく、他の基地に転属させようとしたこともある。
本庄菖（ほんじょう あやめ）
美風の母であり、自らもパイロットである。夫の天留彦と同様パイロットであるためか、夫の無茶な行為にも特に疑問を抱くことはない。美風たちのストラトス・ゼロを蘇らそうとする行為には反対していたが、リンの説得によって認めるようになった。
中村大道（なかむら だいどう）
声 - 宮田光
彩雲の父であり、地元において政治家を務める。つまらないことで天留彦と大人気なく張り合っている。天留彦並の親バカであり、娘の彩雲たちがストラトス・ゼロの修復を誰かに唆されてやっている（あながち間違いでもない）と言い張り、自らの影響力を使用して彼女たちを転属させようとした。
『ADVANCE』では、彩雲がCBの試験に落ちたことで手紙を送っているらしく、内容は不明だが、それが原因で彩雲は酷く落ち込んでいた。
中村法恵（なかむら のりえ）
声 - 金野恵子
彩雲の母。夫や他の親たちと同様に、ストラトス・ゼロを蘇らそうとする行為には反対していたが、リンの説得によって認めるようになった。
『ADVANCE完結編』では、倒れてしまったらしく、これが原因で彩雲は急遽帰郷せざるを得なくなった。
中村修平（なかむら しゅうへい）
声 - 佐々木瑶子
彩雲の弟。小学生くらいの外見。生意気でやんちゃ盛りな年頃のためか、彩雲と姉弟喧嘩をよくしている。
土井彼留斗（どい かると）
声 - 立木文彦
静羽の父。芸術肌のカメラマンであるが、そのセンスはかなり独自性を追求している（悪く言えば、変な趣向を好む）。
「君の存在する今という一瞬をフィルムに焼き付ける。それが僕と君という親子の会話だ」と言っているなど、娘の静羽を大切に思ってはいるが、彼女との親子でのコミュニケーションは非常に不器用な模様。こういった部分による反発から、静羽はライセンスマニアになってしまっているらしい。
如月凪沙（きさらぎ なぎさ）
声 - 幸田夏穂
沙也華の母。彼女が過去に迎撃任務を失敗してしまったことでパイロットを引退してしまったことを知っているため、早く落ち着いて欲しいと懇願しているようで、色々とお見合い写真を見せている。

#### ADVANCE〜
ルードヴィッヒ・ミッターヒューバー
声 - 保村真
通称はラド。翼たちが配属となった岐阜基地に所属する、ドイツ人の航空機技術者。穏やかな性格。下地島基地に特別な関心を寄せており、天体管理機構によって没収されかかったストラトス・フォーを接収して最新鋭機であるMiG-31MSを下地島基地に提供したり、更には密かにストラトス・フォーの2号機を建造したりした。
沙也華にも個人的な関心があり、四六時中口説いているが、和馬を引き寄せようとするための材料にされてしまっている。
佐古レイ（さこ レイ）
声 - 石毛佐和
佐古と美春の間に生まれた娘。筑波にある天体危機管理機構の研究施設で御厨夫妻に育てられているが、一部からは実験体として育てられた部分が強い。ランと出会うまではほとんど無表情であり、他人には全く心を開かなかった。自分に両親がいることは知らない模様。
月野は、彼女が自らは「籠の中に閉じ込められた鳥」同然であることを自覚しているのを見抜いていた。その後ランに引き取られ、広陳で過ごしている。
実験コード－ネームは「サンプル・ゼロ」。
御厨ジュン（みくりや ジュン）
声 - 小野健一
御厨リンの息子で、御厨ランの父親。天体危機管理機構つくば研究所に勤務している。
御厨真紀（みくりや まき）
声 - 松本梨香
御厨ジュンの妻で、御厨ランの母親。ジュンと同じくつくば研究所に勤務。月野を毛嫌いしている。
岡部いさく（おかべ いさく）
声 - 岡部いさく
軍事評論家の岡部いさく本人。

## メカニック
脚注以外の記述は主に本編および公式サイト「メカニック紹介」による。
TSR.2MS
英国製TSR-2をベースに製作された超高々度迎撃機。メテオスイーパー（MS）が運用し、地上基地のトレーラーに搭載された状態から零距離で発射される。2発のジェット・エンジンと、パイロンを介して両主翼下に2機搭載したRATO（Rocket Assisted Take Off）ポッドの推力を併用してほぼ垂直に離陸する。RATOポッドの燃焼が終了するとポッドを投棄し、尾翼付け根に装着されたロケットブースターに点火してさらに成層圏外縁部まで上昇、胴体下部に搭載された迎撃ミサイルを発射する。
成層圏で反応弾が爆発すると強烈なEMPが発生する。EMPは範囲内にある半導体を使用した電子回路を全て破壊してしまうため、超高々度迎撃機にはEMPの影響を受けて半導体回路がダウンした際のバックアップとして、通常の半導体によるコンピュータと真空管で構成された電子回路の2系統が用意されている。真空管回路はバックアップであると同時に構成的には機体を制御するメイン回路でもある。安値で量産のできる半導体回路は主に彗星を攻撃するまでの照準や兵装の管理に使用されており、仮にミサイルを発射した後で壊れても基地に帰るだけなので支障はない。
ミサイル発射に向けた上昇には最新の回路を使用し、帰還する際は旧式である真空管だけの飛行機になる。上記の理由によりコックピットの主要な航空計器類はアナログメーターで構成され、CRTモニターによる集中火器管制装置と併用されている。 成層圏外縁部では翼を使った機体のコントロールに必要な空気密度がないため、機首や主翼端などに装備したRCSを使用して機体姿勢を制御する。
MiG-31MS
TSR.2MSの後継機となる新型の複座メテオスイーパー機。旧ソ連製戦闘機MiG-31をベースにした改良機。高速化のため機首を延長し、機体の安定化と滞空時間の増大を目的に主翼と垂直尾翼を大型化させて内部の搭載燃料も増やしている。空気が薄い高空に対応した姿勢制御システム（RCSを主翼端に装備している。ミサイルは基本的にTSR.2MSが搭載するものと同系統だが、80％小型化した新型のトライデントA。ミサイル発射の際にはミサイル後部から延びる整流用フェアリングも同時に投棄される。成層圏迄の点火順序はTSR.2MSと同様。機動性より推力を優先した双発のD-30F6エンジンは15.5トン×2という大推力を発生する。さらに垂直尾翼の間にロケットエンジンを搭載している。美風はTSR.2MSを遥かに上回る推力の虜となり、機体に自分の名前と似顔絵を描くほどに気に入っていた。
Yak-28MST
飛行訓練用の地上用複座練習機。超音速全天候迎撃機Yak-28をベースに製作。
TYPE-559MS
英国製TYPE-559をベースに開発された複座型の試作超高々度迎撃機。緊急用の脱出ポッドを備える。上空迄はYB-60で運搬され、パージ（切り離し）後は縦に配置された2機のエンジンで独立飛行する。新装備の超ロングレンジレーダーは大気圏内から宇宙空間の彗星やコメットブラスターなど、その名が示す通り超広範囲を補足可能なレーダーで、搭載する端末も独自に彗星の軌道を算出してミッションプログラムが組めるほどの極めて高性能なものとなっている。コールサインは「サルサホーク」。
試験飛行中に彗星ヘレナを捕捉、本部と自機の落下予測データに誤差が生じていることを下地島やミッターヒューバーへ連絡した。搭乗する宮沢と池田は最終的に自機のデータを信頼、試験飛行を中止して模擬弾ながら迎撃をサポートする。下地島や岩崎・藤谷の搭乗するMS機と連携して模擬弾をヘレナに命中させ軌道を変更、MS機の有効射程エリアへ誘導する。破砕には成功したものの第二次攻撃で生じた爆発の影響を受けてシステムが損傷、操縦不能に陥り機体は宮古空港へ墜落。2人はポッドで脱出した。ベースデザインはタイプ559。
SAC-0 ストラトス・ゼロ
旧式超高々度迎撃機。本編開始の数十年前、天体危機管理機構の前進であるSS計画に基づいて開発された。大気圏内から宇宙空間への直接飛行が可能な機体で、ジェット燃料とロケット燃料の両方を搭載するため、主翼がインテグラルタンクを兼ねた巨大なデルタ翼機となった。開発には米国とロシアが水面下で主導権争いをしつつも戦略爆撃機の技術を持ち寄って協力し、機体形状は米国製のB-58ハスラーやXB-70ヴァルキリー、コクピット周囲はTu-160ブラックジャックに似ており、クズネツォフRD204エンジンを搭載している。米国で2機が試作され、エドワーズ空軍基地にあるNASAドライデン飛行テストセンターで試験された。彗星迎撃部隊が宇宙空間から発進するコメットブラスターと地上の基地から発進するが宇宙には上がらないメテオスイーパーの部隊に分かれたため、初飛行前に計画が中断された。
その後はSS計画に関わっていた佐古が個人的に細々とレストアしていたが、美風たちを含めた仲間たちによる応援もあって作業が進み、エンジン点火試験も一発で成功。機体も完成して美風たち4人がパイロットとなって宇宙への試験飛行を果たすが、その時に美風たちが勝手に名前を「ストラトス・フォー」に変えてしまった。その後、本部の了解を得ないまま勝手に飛行したことが問題となり、天体管理機構によって没収されかかった当機をミッターヒューバーが調査名目で岐阜基地に接収し、後に2号機を製作する。
SAC-1B
複座の対彗星宇宙迎撃機（コメットブラスター機）。
巨大なリフティングボディ形状のフェアリングにミサイルと共に組み込まれ、低軌道上に浮かぶオービタルステーションより発進する。地球の重力を利用しながらロケットエンジンで加速し、スイングバイで地球を高速で周回しながら、特殊ミサイル「トライデント」で彗星を粉砕する。
宇宙機なのに翼があるのは、重力だけでなく上層大気と翼による揚力を併用することで、第一宇宙速度を超える高速でも衛星軌道を飛び出すことなく地球を周回、それによりミサイルの発射から命中までの時間短縮と、危険宙域からの迅速な離脱を可能とするためである。また、上層大気を利用した操舵で高効率かつ迅速に軌道面を修正できるなど、これらの効果でコメットブラスターの迎撃作戦はより成功率の高いものとなった。地球周回中の迎撃機は上層大気との摩擦で光を放つため、地上からその輝きを観測することができる。任務終了後は大気ブレーキで軌道速度を調整し、発進した元のステーションに帰投する。
Il-SX1
試作対彗星宇宙迎撃機（コメットブラスター機）。開発ナンバーUSAC-X。無人機。
形状は有人機であるSAC-1Bを踏襲しているが「トライデント」ミサイルの分離方法は大幅に変更されており、機体背面を目標に正対させて上部フェアリングを投棄、機体中央部に格納されたミサイルを発射する。SAC-1Bに比べて投棄するフェアリングが小さくて済み、再使用できる部位が増えたために経済性に優れている。無人機であるため、万一の事態が発生しても人的損耗が無い点が大きい。操縦はオービタルステーション内の遠隔操縦用カプセルに座ったオペレータが行うが、操縦は完全自律制御のデジタル・フライ・バイ・ワイヤで行われるため、オペレータの役割は主に計器のモニターである。
トライデントミサイル
コメットブラスター機が装備する彗星迎撃用ミサイル。ギリシア神話のポセイドンが使っていた三つ又の矛が名の由来。なお、搭載弾頭の設定はテレビシリーズ放送開始時には「核弾頭」とされていたが、放送開始後には「反応弾」と改定された。
岩石質や金属質の彗星を相手に普通のミサイルを打ち込んでも表面爆発するだけで効果は薄い。確実に破壊するなら彗星に穴を開けて内部に爆弾を仕掛ける方法がベストだが、無数に飛来する彗星や巨大隕石とその都度ランデヴーして穴を開けるのは現実的に難しい。そこで開発されたのが彗星迎撃ミサイル「トライデント」である。
発射と共に外殻を分離、目標に近付くと3つの反応弾を放出する。反応弾は中央からワイヤーでつながれており、遠ざかりながらメルセデス・ベンツのエンブレムの様に三角形の頂点の位置を維持しながら飛行し目標との距離が最適となった時に弾頭が3つ同時に爆発する。各々反応弾の爆発は互いにその爆圧を偏向収束し、3方向に面状に広がる高温高圧のカッターと前後方向に鋭く伸びるビームを形成する。このプラズマエネルギーの錘（すい）が、どんな物体であろうと瞬時に貫き粉砕する。これは通常の爆薬に置き換えると成形炸薬弾のモンロー/ノイマン効果と同じ原理である。このビームで岩石質に穿孔、カッターで切断しつつ、その膨大な熱エネルギーで彗星内部の水分を急激に蒸発させ水蒸気爆発で細かく破砕する。
かつてはトライデントミサイルを大型化し彗星が地球圏に到達する前に長距離迎撃する作戦も考案されたが、アポロ計画で使用された巨大なサターンVロケットを迎撃毎に打ち上げる様なもので無数の彗星に対応するには非常に効率が悪く、遠距離から時間をかけて到達するミサイルの迎撃は命中率が著しく低下することもあり、近距離まで引きつけてから高速ミサイルで短時間の内に迎撃する現在の作戦に至っている。地球側から命中させるミサイルの爆発エネルギーにより破壊後の破片と地球との相対速度を遅くすることで地上からの再迎撃も容易となり、落下時の運動エネルギー低下に伴い被害を抑える効果もある。
コンベアYB-60
吊り下げ式とした8機のジェットエンジンで飛行する大型機。SH-01 サルサホークの試験飛行時は右翼下部にドッキングして上空迄運搬した。
オービタルステーション
コメットブラスター部隊の基地となる宇宙ステーション。第8まで建造された（第7はスペースデブリの衝突事故で消失）。

## 主な用語
- バードストライク - ジェットエンジンのエアインテークに鳥が吸い込まれる事故。
- ペイロード - 有効荷重の意味で運搬が可能な物資の量。軍用機ではミサイルや爆弾等の搭載重量限度を表す。
- ブラスト・オフ - 飛び出すことを意味する、機体発射時の掛け声。
- ターンオーバー - 作品中では、ミサイル発射に向けた機体の姿勢変更を表す
- ブースター・セパレーション - ロケットブースタの切り離し。
- イグニッション - 作品中では、最終エンジン（第3エンジン）への点火動作を表す。
- フォックス・ワン - ミサイル発射の際に友軍機に注意を促す符丁で、航空自衛隊の場合はセミアクティブ・レーダー・ホーミング方式の空対空ミサイル（スパローなど）を表す。
- クリアー トゥ ランド - 航空英語で「着陸を許可する」の意味。
- クロスウインド - 滑走路への着陸侵入時に吹く横風。
- タリホー - 戦闘機では獲物である敵機を発見したことを僚機に伝える意味であるが、本作では彗星発見を僚機に伝える意味で使用される。

## スタッフ
- 原作・アニメーション制作 - スタジオ・ファンタジア
- 監督 - もりたけし
- シリーズ構成 - 高山カツヒコ（テレビシリーズのみ）
- キャラクターデザイン・メカニックデザイン・総作画監督 - 山内則康
- 3Dメカニックデザイン・3D監修 - 川原智弘
- 3DCGディレクター - 松浦裕暁（テレビシリーズ、OVA第1期）→河野達也（ADVANCE）
- 美術監督 - 姫組（テレビシリーズ）→糸満昭（OVAシリーズ）
- 美術設定 - 小林徳光
- 色彩設計 - 三笠修
- 撮影監督 - 福士亨
- 編集 - 重村建吾
- 音楽 - 天野正道
- 音響監督 - 鶴岡陽太
- プロデューサー - 杉山潔、八木仁（テレビシリーズのみ）、月野正志
- 製作
  - テレビシリーズ - ストラトス・フォー製作委員会（バンダイビジュアル、コロムビアミュージックエンタテインメント）
  - OVAシリーズ - バンダイビジュアル
- 協力 - 下地島空港施設株式会社、航空自衛隊

## 主題歌
オープニングテーマ「1st Priority」（シリーズ共通）
作詞・作曲 - 日向めぐみ / 編曲 - 関淳二郎 / 歌 - メロキュア
テレビシリーズエンディングテーマ「向日葵」
作詞・作曲 - 日向めぐみ / 編曲 - 関淳二郎 / 歌 - メロキュア
テレビシリーズ最終回エンディングテーマ「So far,so near」
作詞・作曲 - 岡崎律子 / 編曲 - 西脇辰弥 / 歌 - メロキュア
OVA第1シリーズエンディングテーマ「rainbow kind of feeling」
作詞・作曲 - 日向めぐみ / 編曲 - 関淳二郎 / 歌 - メロキュア
OVA第2シリーズエンディングテーマ「ちいさなうた」
作詞・作曲・歌 - 日向めぐみ / 編曲 - 関淳二郎

## 各話リスト
テレビシリーズ
| 話数     | サブタイトル    | 脚本         | 絵コンテ       | 演出       | 作画監督                        |
| -------- | --------------- | ------------ | -------------- | ---------- | ------------------------------- |
| CODE:101 | INITIAL POINT   | 高山カツヒコ | もりたけし     | 鈴木薫     | 山内則康                        |
| CODE:102 | FOX ONE         | 高山カツヒコ | もりたけし     | 三笠修     | 佐藤陵                          |
| CODE:103 | DECISION HEIGHT | 高山カツヒコ | 紅優           | 高山功     | 藤沢俊幸                        |
| CODE:104 | TALLY HO!       | 高山カツヒコ | 増井壮一       | 鈴木薫     | 桜井正明                        |
| CODE:105 | GO AROUND       | もりたけし   | 松尾衡         | 増原光幸   | 重松晋一 北野幸広 Kim Sang Yeob |
| CODE:106 | CHECKING SIX    | もりたけし   | 寺東克己       | 三笠修     | 佐藤陵                          |
| CODE:107 | MACH SPEED      | 高山カツヒコ | 佐藤雄三       | 高山功     | 藤沢俊幸                        |
| CODE:108 | GO GATE         | もりたけし   | 別所誠人       | 矢崎しげる | 李鐘玄                          |
| CODE:109 | VAPOR TRAIL     | 川崎ヒロユキ | 松園公         | 鈴木薫     | 桜井正明                        |
| CODE:110 | MISSION ABORT   | 高山カツヒコ | 柳沢テツヤ     | 高山功     | 柳沢テツヤ                      |
| CODE:111 | TARGET MERGE    | もりたけし   | 大久保富彦     | 佐藤昌文   | 飯飼一幸                        |
| CODE:112 | ENGAGE!         | 高山カツヒコ | なかたゆきひろ | 高山功     | 藤沢俊幸                        |
| CODE:113 | FINAL APPROACH  | 高山カツヒコ | 増井壮一       | 山田弘和   | 山内則康 桜井正明               |

OVAシリーズ
| 話数                                             | サブタイトル         | 脚本                | 絵コンテ            | 演出                | 作画監督            | 発売日              |
| 第1期（X シリーズ）                              | 第1期（X シリーズ）  | 第1期（X シリーズ） | 第1期（X シリーズ） | 第1期（X シリーズ） | 第1期（X シリーズ） | 第1期（X シリーズ） |
| ------------------------------------------------ | -------------------- | ------------------- | ------------------- | ------------------- | ------------------- | ------------------- |
| CODE：X-1                                        | RETURN TO BASE       | もりたけし          | もりたけし          | 山田弘和            | 藤沢俊幸            | 2004年5月28日       |
| CODE：X-2                                        | DISPERSION           | 高山カツヒコ        | もりたけし          | 山田弘和            | 桜井正明            | 2004年8月27日       |
| 第2期『ストラトス・フォー アドヴァンス』         |                      |                     |                     |                     |                     |                     |
| CODE：201                                        | WAVE OFF             | もりたけし          | 藤沢俊幸            | 阿部達也            | 清丸悟              | 2005年3月25日       |
| CODE：202                                        | ROLL OUT             | 高山カツヒコ        | もりたけし          | 久保太郎            | 藤沢俊幸            | 2005年5月27日       |
| CODE：203                                        | ANGLE OF ATTACK      | 冨岡淳広            | もりたけし          | 室谷靖              | 柳沢テツヤ          | 2005年7月22日       |
| CODE：204                                        | CLEAR AIR TURBULENCE | 冨岡淳広            | 藤沢俊幸            | 三笠修              | 菅野智之            | 2005年9月23日       |
| CODE：205                                        | DASH ONE             | 高山カツヒコ        | もりたけし          | 渡邊哲哉            | 桜井正明            | 2005年11月25日      |
| CODE：206                                        | LOST POSITION        | もりたけし          | もりたけし          | 堀あつし            | 清丸悟              | 2006年1月27日       |
| 完結編『ストラトス・フォー アドヴァンス 完結編』 |                      |                     |                     |                     |                     |                     |
| CODE：207                                        | CROSS-WIND TAKE OFF  | もりたけし          | もりたけし          | 室谷靖              | 山内則康 清丸悟     | 2006年9月22日       |
| CODE：208                                        | PIPER ON THE TARGET  | もりたけし          | もりたけし          | 室谷靖              | 山内則康 桜井正明   | 2006年10月22日      |

## 放送局
| 放送期間               | 放送時間           | 放送局             | 対象地域 | 備考                            |
| ---------------------- | ------------------ | ------------------ | -------- | ------------------------------- |
| 2003年1月5日 - 3月30日 | 日曜 0:30 - 1:00   | テレビ埼玉         | 埼玉県   | 独立局                          |
| 2003年1月6日 - 3月31日 | 月曜 0:00 - 0:30   | チバテレビ         | 千葉県   | 独立局                          |
| 2003年1月6日 - 4月1日  | 月曜 1:00 - 1:30   | キッズステーション | 日本全域 | CS放送 リピート放送あり         |
| 2003年1月7日 - 4月2日  | 火曜 0:15 - 0:45   | テレビ神奈川       | 神奈川県 | 独立局                          |
| 2003年1月7日 - 3月29日 | 火曜 18:00 - 18:30 | サンテレビ         | 兵庫県   | 独立局 最終話のみイレギュラー枠 |
| 2003年1月12日 - 4月7日 | 日曜 1:15 - 1:45   | 三重テレビ         | 三重県   | 独立局                          |

- 他にバンダイチャンネルでネット配信されていた。

## 映像特典
STRATOS 4.1 『CODE：XXX DUTCH ROLL』
X-1に収録された映像特典（初回限定生産版、特別限定版のみ。通常版、レンタル版には未収録）。友情合体MSビーナスや最終防衛システム・レーダーロボなどの巨大ロボットが登場する。

## 関連メディア

### CD
- ストラトス・フォー OPテーマ - 1st Priority（2003年2月1日発売）
  - 全4曲（カラオケ2曲）/18分　劇中挿入歌「So far,so near」収録。
- ストラトス・フォー オリジナルサウンドトラック（2003年2月21日発売）
  - 全21曲/49分
- ストラトス・フォー キャラクターソングアルバム beyond the stratosphere（2003年3月21日発売）
  - 全15曲/45分　オリジナルサウンドトラック未収録BGMを7曲収録
- ストラトス・フォーADVANCE オリジナル・サウンドトラック（2005年7月20日発売）
  - 全19曲/50分

### 漫画
- 著者 - 桐嶋たける。TVとOVAの間のエピソード。
  - DC-EX「ストラトス・フォー」

### 小説
- 著者 - もりたけし。オリジナルサイドストーリー。
  - ストラトス・フォー The other sight 全3巻
  - ストラトス・フォー The extra sight 全1巻